# Surteby-Kattunga distrikt
Surteby-Kattunga distrikt är ett distrikt i Marks kommun och Västra Götalands län. 
Distriktet ligger sydväst om Kinna. 

## Tidigare administrativ tillhörighet
Distriktet inrättades 2016 och utgörs av socknen Surteby-Kattunga som före 1926 utgjordes av Surteby socken och Kattunga socken.
Området motsvarar den omfattning Surteby-Kattunga församling hade 1999/2000 och fick 1926 när socknarnas församlingar slogs samman.